# Super Aguri SA07
La Super Aguri SA07 fu la vettura utilizzata dal team giapponese durante la stagione 2007 di Formula 1.
I piloti erano Takuma Satō ed Anthony Davidson.

## La vettura
La SA07 era basata, come telaio, su quello della Honda RA106, utilizzato dalla Honda nella stagione 2006. Questo causò le proteste del team Spyker. Successivamente si levarono altre proteste contro il team, ma alla fine la FIA assolse la casa giapponese.
Oltre al progetto di base, la vettura si avvaleva della scatola del cambio e delle sospensioni di derivazione Honda, permettendo all'esiguo staff di progettisti e tecnici di concentrarsi sui raffinamenti aerodinamici richiesti dalle diverse piste su cui si disputavano i Gran Premi.

## Risultati
Per la prima volta nella storia del team vennero conquistati dei punti, tutti a opera di Sato, che conquistò un ottavo posto in Spagna e un sesto in Canada. La scuderia nipponica affronterà una stagione molto difficile, come del resto anche la vettura della casa madre Honda, chiudendo al nono posto nei costruttori sopra alla sola Spyker.
| Anno | Vettura | Motore       | Gomme | Piloti           |    |    |     |    |    |    |     |     |     |     |     |    |    |    |     |     |    |  | Punti | Pos. |
| ---- | ------- | ------------ | ----- | ---------------- | -- | -- | --- | -- | -- | -- | --- | --- | --- | --- | --- | -- | -- | -- | --- | --- | -- |  | ----- | ---- |
| 2007 | SA07    | Honda RA807E | B     | Takuma Satō      | 12 | 13 | Rit | 8  | 17 | 6  | Rit | 16  | 14  | Rit | 15  | 18 | 16 | 15 | 15  | 14  | 12 |  | 4     | 9º   |
| 2007 | SA07    | Honda RA807E | B     | Anthony Davidson | 16 | 16 | 16  | 11 | 18 | 11 | 11  | Rit | Rit | 12  | Rit | 14 | 14 | 16 | Rit | Rit | 14 |  | 4     | 9º   |

## Piloti
- Takuma Satō
- Anthony Davidson